# یاماتو واکاتسوکی
یاماتو واکاتسوکی (ژاپنی: 若月 大和؛ زادهٔ ۱۸ ژانویهٔ ۲۰۰۲) یک بازیکن فوتبال اهل ژاپن است.
از باشگاه‌هایی که در آن بازی کرده‌است می‌توان به باشگاه فوتبال شونان بلمار و باشگاه فوتبال سیون اشاره کرد.